# Romeo Neri
Romeo Neri (né le 26 mars 1903 à Rimini, mort dans la même ville le 23 septembre 1961) était un gymnaste italien.

## Hommage
Le 7 mai 2015, en présence du président du Comité national olympique italien (CONI), Giovanni Malagò, a été inauguré  le Walk of Fame du sport italien dans le parc olympique du Foro Italico de Rome, le long de Viale delle Olimpiadi. 100 tuiles rapportent chronologiquement les noms des athlètes les plus représentatifs de l'histoire du sport italien. Sur chaque tuile figure le nom du sportif, le sport dans lequel il s'est distingué et le symbole du CONI. L'une de ces tuiles lui est dédiée .

## Palmarès

### Jeux olympiques
- Amsterdam 1928
  -  médaille d'argent à la barre fixe

- Los Angeles 1932
  -  médaille d'or par équipes
  -  médaille d'or au concours général individuel
  -  médaille d'or aux barres parallèles

### Championnats du monde
- Budapest 1934
  -  médaille d'argent au concours général individuel
  -  médaille de bronze au saut de cheval